# サフロン・バロウズ
サフロン・バロウズ（Saffron Burrows、本名: Saffron Dominique Burrows、1972年10月22日 - ）は、イギリスの女優。ロンドン出身。身長183cm。

## バイオグラフィ
知識階級に属し、社会運動の熱心な活動家の建築家の父と教師の母の一人娘として育つ。幼少から児童劇団で演技を積む。15歳のときにコヴェント・ガーデンでスカウトされモデルとなり、パリやニューヨークなどで活躍。ヴィヴィアン・ウエストウッドやイヴ・サンローランなどのショーに出演。正統派美人のルックスと9頭身の完璧なプロポーションは当時の関係者をして「数十年に一人の逸材」と絶賛される。しかしその頃、モデルの仕事が自身の育った環境、思想とは相容れぬことに悩み、女優を志して演劇学校で演技の勉強を始め、2年後にはモデルを辞めている。
1993年にジム・シェリダンの『父の祈りを』で女優デビューした。以後、映画やテレビに準主役級や端役で出演しキャリアを積む。1995年の『サークル・オブ・フレンズ』で脇役ながら存在感を示して国際的な評価を得て、注目されるようになる。1998年の『セクシュアル・イノセンス』では、双子（二役）を演じている。1999年に『デイープ・ブルー』で主演。セクシーな下着姿と健康的に引き締まった美しい肢体を披露し、作品のヒットともにブレイクする。以後、ハリウッド大作からシリアスまで幅広いジャンルの映画に出演し、演技派女優として活躍。近年ではテレビドラマ『BONES』のスピンオフ『ザ・ファインダー 千里眼を持つ男』で主人公の相棒となるキャラクターを演じる予定であり、『BONES』シーズン6の第19話で出演したが、突如製作側の意向で降板させられることになった。米テレビ界ではキャスティングをやり直すことは珍しくないが、すでにオリジナルシリーズの中でパイロットとなるエピソードを放送した後、メインキャストを変更するのは異例である。

## 私生活・人物
プライベートでは、映画監督のマイク・フィギスと交際し、彼の作品によく出演していた。アラン・カミングと交際していたこともあった。
イタリア語、フランス語、スペイン語に堪能。英『ガーディアン』誌等に書評も寄せている。
顔立ちがレニー・ハーリンの破局した元妻でありジーナ・デイヴィスの若かりし頃に酷似しているといわれる。これによりハーリンが監督した『ディープ・ブルー』のヒロインに抜擢されたのはデイヴィスに似ていたからなどの説が絶えなかったことがある。
2013年8月、脚本家のアリソン・バリアンと結婚。
2012年に長男を、2017年に長女を出産している。

## 主な出演作品

### 映画
| 年   | 日本語題 原題                                                    | 役名                       | 備考 |
| ---- | ---------------------------------------------------------------- | -------------------------- | ---- |
| 1993 | 父の祈りを In the Name of the Father                             | Girl in Commune            |      |
| 1995 | サークル・オブ・フレンズ Circle of Friends                       | ナン                       |      |
| 1996 | ホーリー・ブライド Hotel de Love                                 | Melissa Morrison           |      |
| 1997 | ワン・ナイト・スタンド One Night Stand                           | Supermodel                 |      |
| 1997 | 恋はワンダフル The MatchMaker                                    | Moira Kennedy Kelly        |      |
| 1999 | セクシュアル・イノセンス The Loss of Sexual Innocence            | English / Italian Twin     |      |
| 1999 | ディープ・ブルー Deep Blue Sea                                   | スーザン・マカリスター博士 |      |
| 1999 | ウィング・コマンダー Wing Commander                              | Lt. Cdr. 'Angel' Deveraux  |      |
| 2000 | ギャングスター・ナンバー1 Gangster No. 1                         | カレン                     |      |
| 2000 | タイムコード Timecode                                            | エマ                       |      |
| 2001 | 不倫の残り香 Tempted                                             | Lilly LeBlanc              |      |
| 2001 | エニグマ Enigma                                                  | クレア                     |      |
| 2001 | ホテル HOTEL Hotel                                               | Duchess of Malfi           |      |
| 2002 | フリーダ Frida                                                   | Gracie                     |      |
| 2003 | ピーター・パン Peter Pan                                         | ナレーター                 |      |
| 2004 | トロイ Troy                                                      | アンドロマケ               |      |
| 2006 | クリムト Klimt                                                   | レア                       |      |
| 2007 | 再会の街で Reign Over Me                                         | ドナ・リマー               |      |
| 2008 | バンク・ジョブ The Bank Job                                      | マルティーヌ               |      |
| 2012 | スモール・アパートメント ワケアリ物件の隣人たち Small Apartments | Francine                   |      |

### テレビシリーズ
| 年        | 日本語題 原題                                           | 役名                         | 備考 |
| --------- | ------------------------------------------------------- | ---------------------------- | --- |
| 2007      | アガサ・クリスティー ミス・マープル                     | オードリー・ストレンジ       | 第3シーズン第3話「ゼロ時間へ」 |
| 2007-2008 | ボストン・リーガル Boston Legal                         | ロレーヌ・ウェラー           | 計20話出演 |
| 2010      | LAW & ORDER:犯罪心理捜査班 Law & Order: Criminal Intent | セリーナ・スティーヴンス     | 計15話出演 |
| 2011      | BONES Bones                                             | アイク・ラチューリップ       | 第6シーズン第19話「財宝船殺人事件」                                                                                                |
| 2013      | クレイジーワン ぶっ飛び広告代理店 The Crazy Ones        | ヘレナ                       | 第1シーズン第5話「彼女と彼らのカンケイ」                                                                                           |
| 2013-2014 | エージェント・オブ・シールド Agents of S.H.I.E.L.D.     | ビクトリア・ハンド           | 第1シーズン第7話「バーサーカー」 第1シーズン第11話「魔法の国」 第1シーズン第16話「始まりの終わり」 第1シーズン第17話「疑いの連鎖」 |
| 2014-2018 | モーツァルト・イン・ザ・ジャングル Mozart in the Jungle | シンシア                     | 計36話出演 |
| 2022      | ウエストワールド Westworld                              | アナスタージア・ウィットニー | |